# GM Serie LT
La Serie LT è una famiglia di motori a scoppio prodotti dal 1992 al 1997 dal gruppo automobilistico statunitense General Motors (o GM, per brevità).

## Caratteristiche

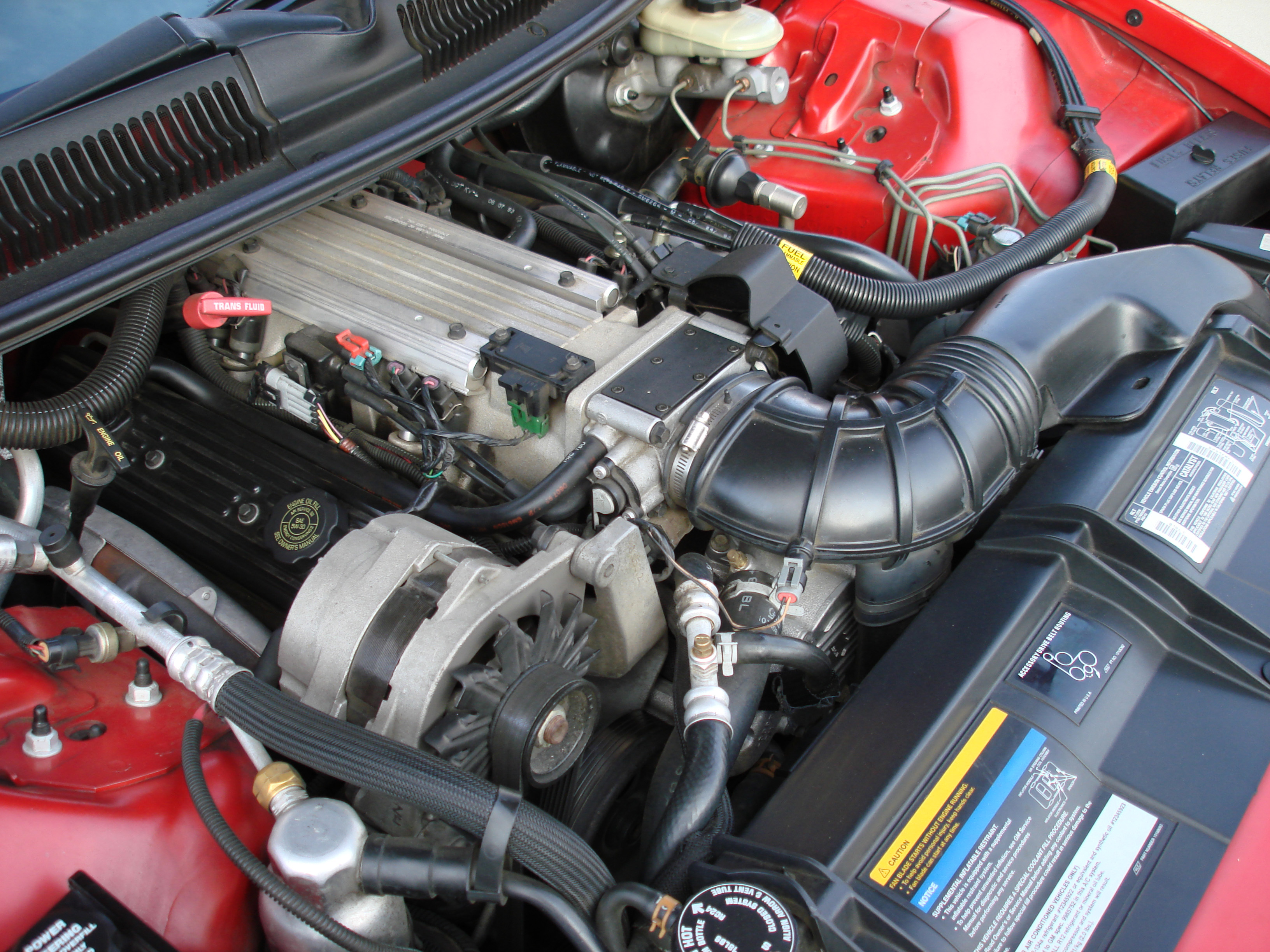
Un motore LT1 su una Chevrolet Camaro del 1993

I nuovi small-block contraddistinti dalla sigla LT sono in pratica un'evoluzione dei classici small-block Chevrolet, che al momento del debutto degli small-block LT stessi, erano in produzione da ben 37 anni.

La base motoristica è quindi quella dei primi, indimenticabili small-block, ma furono introdotte diverse novità. La più evidente è data dal sistema di raffreddamento a flusso invertito, sistema che permette di raggiungere rapporti di compressione più alti.

Inoltre i motori small-block LT montavano sin dall'inizio testate in lega di alluminio, soluzione introdotta anche sui primi mall-block, ma solo nelle ultime versioni, a partire dal 1986 in poi. Alcune applicazioni di tali motori, però, prevedevano ancora una testata in ghisa.

In realtà le novità erano molto più numerose, anche se molto meno visibili ad occhio nudo. Nuovi erano anche il basamento, sempre in ghisa, la pompa dell'acqua, i collettori di aspirazione ed il coperchio della distribuzione. A proposito di quest'ultima, la General Motors preferì puntare sempre sullo schema OHV in un'epoca in cui tale soluzione stava scomparendo a favore di motori con albero a camme in testa. Le valvole erano sempre due per cilindro e l'asse a camme che le muoveva era mosso a sua volta da una catena.

Tra i punti in comune con i vecchi small-block di prima generazione vi sono anche gli stessi attacchi del motore alla scocca e gli stessi attacchi del motore con il cambio, fattori che permettevano ai possessori di vetture dotate in origine di vecchi motori small-block Chevrolet di montare anche i nuovi motori.

I motori small block della serie LT sono stati sostituiti nel 1997 dagli small block di terza generazione ossia gli small-block della serie LS. Durante la loro carriera sono stati proposti in tre versioni, descritte di seguito.

### LT1

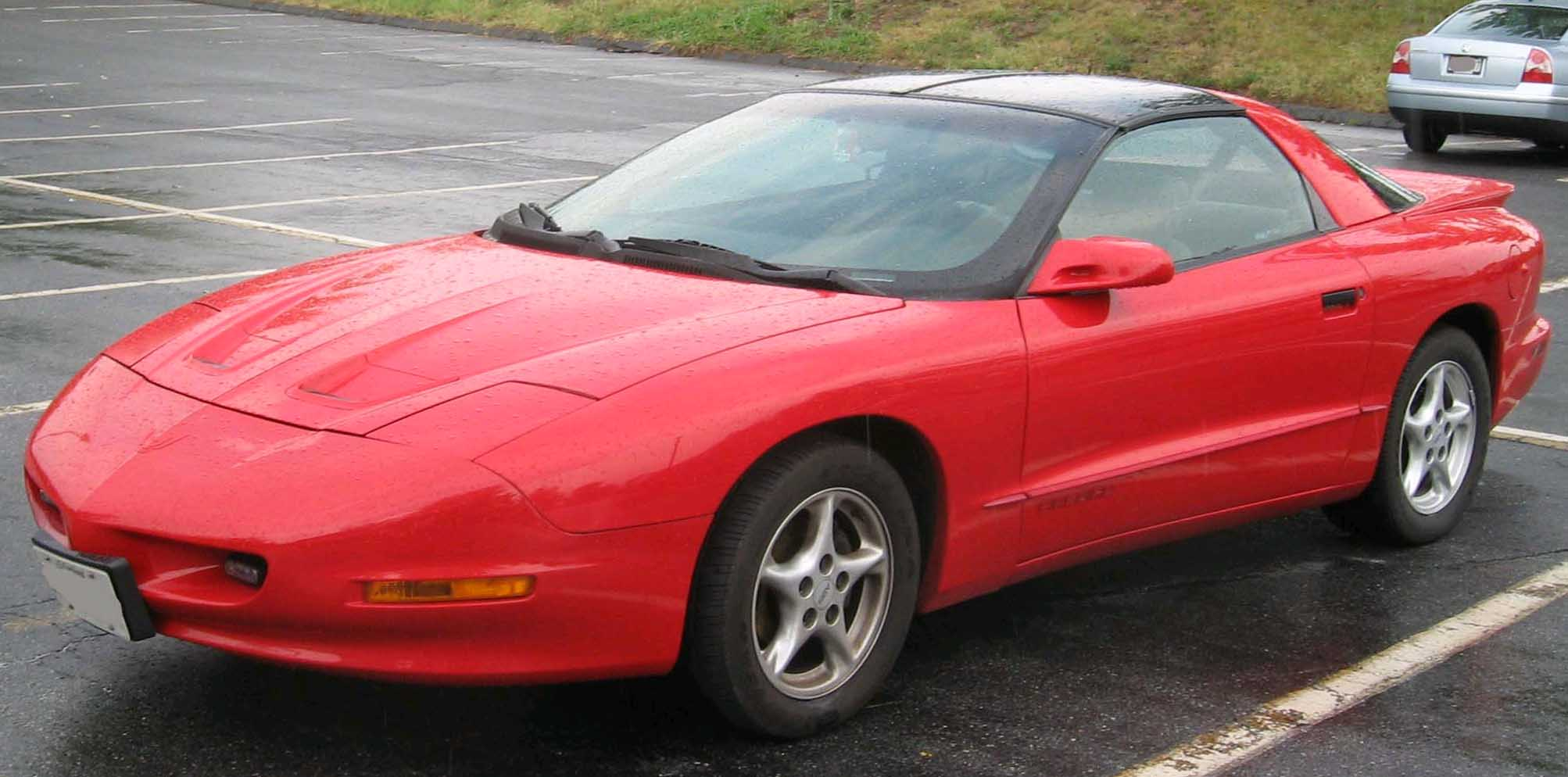
Le Pontiac Firebird quarta serie sono un esempio di applicazione dello small-block LT1 del 1992

Questo motore non va confuso con l'omonima unità motrice lanciata nel 1970 ed appartenente agli small blocks di prima generazione da 5.7 litri (vedi small-block "350"). Pur avendo una cubatura analoga, il motore LT1 del 1992 è un motore diverso, in quanto presenta già tutte quelle differenze sopraelencate, che lo includono di fatto nella nuova generazione. Con alcune eccezioni: le testate, infatti, erano in lega leggera per i motori montati su modelli sportivi, mentre erano in ghisa per i motori destinati alle berline, che erano quindi capaci di prestazioni meno spinte.

Durante i suoi cinque anni di produzione, i motori LT1 subirono aggiornamenti riguardanti prevalentemente l'elettronica di gestione, il sistema di accensione ed il tipo di iniezione, sempre elettronica, ma che nel 1994 divenne di tipo sequenziale.

Il motore LT1 mantiene le stesse caratteristiche dimensionali del vecchio small-block da 350 pollici cubi, vale a dire le misure di alesaggio e corsa di 101.6x88.4 mm, e la conseguente cilindrata di 5733 cm³. Questo motore è stato proposto a sua volta in più varianti:
- la prima variante (1992-95), montato unicamente sulle Chevrolet Corvette C4 di base, aveva un rapporto di compressione di 10.2:1 ed erogava una potenza massima di 300 CV a 5000 giri/min, con una coppia massima di 447 Nm a 4000 giri/min (passata a 461 N·m nel 1996);
- la seconda variante (1993-95) è stata montata sulla Chevrolet Camaro Mk4 e sulla Pontiac Firebird Mk4, ed erogava 275 CV di potenza massima (285 dal 1996) e 439 N·m come picco di coppia (452 N·m da 1996);
- la variante meno potente (1994-96) erogava 260 CV di potenza massima e 446 N·m di coppia massima. È stata montata su:
  - Buick Roadmaster Mk2;
  - Chevrolet Caprice Mk4;
  - Chevrolet Impala Mk6;
  - Cadillac Fleetwood Mk5.

### LT4

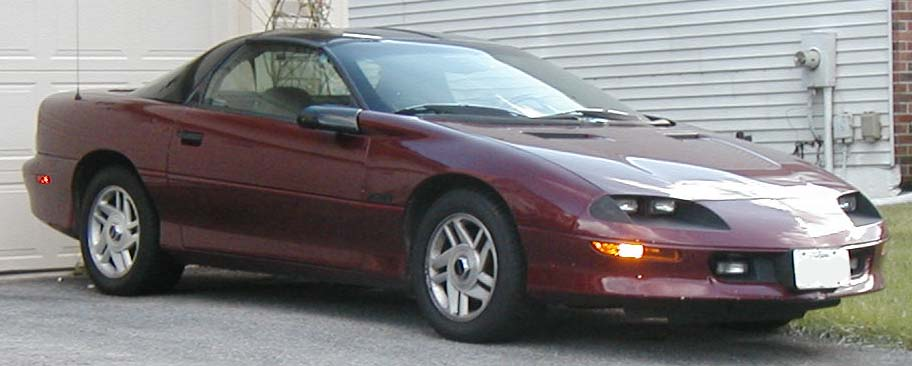
Anche il motore LT4 ha trovato applicazione sulle Chevrolet Camaro Mk4

Questa sigla cela una versione aggiornata dell'unità LT1, rispetto alla quale le novità sono molte. Innanzitutto sono stati rivisti i condotti di aspirazione nelle testate ed inoltre sono stati montati due nuovi collettori di aspirazione. In più è stato montato un nuovo asse a camme dal profilo più spinto. L'alimentazione è ad iniezione elettronica sequenziale, mentre il rapporto di compressione è stato innalzato a 10.8:1. In questo modo la potenza massima raggiungeva 330 CV a 5800 giri/min, con un picco di coppia pari a 461 N·m a 4500 giri/min.

Introdotto nel 1996, questo motore è stato montato sulle Chevrolet Corvette C4 e Camaro Mk4 e sulle Pontiac Firebird Mk4 dotate di cambio manuale a 6 marce.

### L99

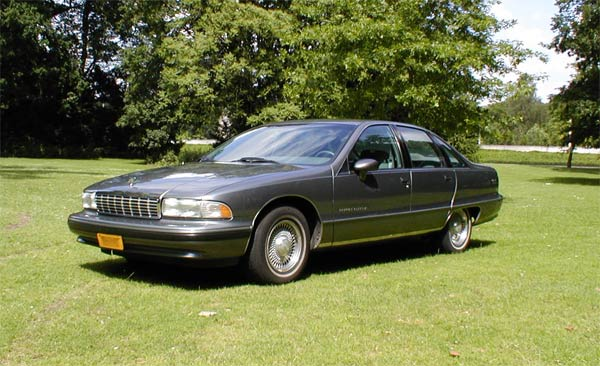
La Chevrolet Caprice quarta serie montava anche motori L99

Questo motore è una versione dealesata e a corsa ridotta dell'unità LT1. Caratterizzato da una cubatura di 4.3 litri, è stato montato sulle Chevrolet Caprice Mk4 prodotte dal 1994 al 1996. Questo motore erogava una potenza massima di 200 CV ed una coppia massima di 332 N·m, e grazie alla cilindrata ridotta risultava più economico degli altri motori LT. Di fatto è il più piccolo motore della famiglia LT.

### L'altro LT: l'LT5

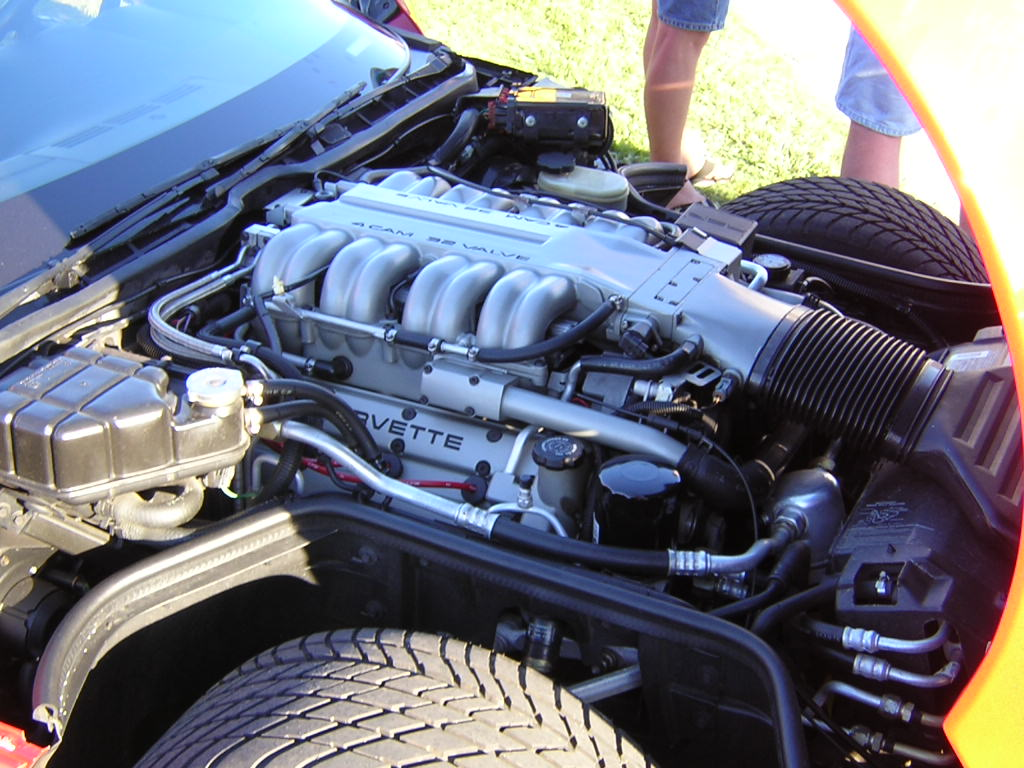
Vista di un motore LT5

È esistito un altro motore GM che a prima vista sembrerebbe appartenere alla famiglia LT. Questo motore è noto con la sigla LT5 ed è stato introdotto poco prima dell'avvento della vera famiglia LT, vale a dire nel 1990. Il motore LT5, in realtà, è un motore a sé, completamente nuovo e per nulla imparentato con le altre famiglie di small-block precedenti o successive.

Innanzitutto si tratta di un motore realizzato interamente in lega di alluminio, sia nelle testate e sia nel basamento. Le misure di alesaggio e corsa erano di 99.1x93 mm, per una cilindrata di 5733 cc. Tale valore di cilindrata è stato intenzionalmente portato a tale livello per rispettare la tradizione degli small-block da 5.7 litri, tradizione che sarebbe stata infranta solo nel 1997, con l'arrivo dei nuovi small-block di terza generazione.

Del tutto diverse erano le due testate, progettate e realizzate in collaborazione con la Lotus. Tali testate avevano distribuzione a doppio albero a camme in testa per bancata e a quattro valvole per cilindro. A parte l'utilizzo totale della lega leggera, è forse questa la caratteristica che maggiormente distacca il motore LT5 dai motori small-block.

L'alimentazione era ad iniezione elettronica multipoint, mentre il rapporto di compressione era di 11.25:1. Grazie a tali caratteristiche, la potenza massima raggiungeva il ragguardevole livello di 375 CV a 5800 giri/min, con una coppia massima di 502 N·m a 4800 giri/min.

Questo motore è stato montato unicamente sulla Chevrolet Corvette C4 ZR-1, prodotta dal 1990 al 1995. Dal 1993, questo motore ha subito un ulteriore aggiornamento portandosi a 405 CV di potenza massima ed a 522 N·m di coppia massima.